# Aéroport international de Krasnodar
L'aéroport International de Krasnodar (russe : Международный аэропорт Краснодар), aussi connu sous le nom d'Aéroport Pashkovsky (russe : Аэропорт Пашковский), (code IATA : KRR • code OACI : URKK) est un aéroport desservant la ville Russe de Krasnodar. Situé à 12 km à l'est de la ville, c'est un aéroport international.
L'aéroport est géré par la société Basel Aero, qui gère également l'aéroport international de Sotchi et celui de Gelendzhik.
Avec 2 853 000 millions de passagers en 2013, l'Aéroport de Krasnodar est le 7e plus important aéroport de Russie.
Jusqu'à fin 2012, c'était le hub principal de Kuban Airlines.

## Caractéristiques
L'Aéroport international de Krasnodar dispose de deux pistes pouvant accueillir des appareils importants tels que les Boeing-737 (hormis les Boeing-737-900), le Boeing 757, l'Airbus A319, l'Airbus A320, l'Embraer 195, ainsi que tout type d'hélicoptère.

## Histoire

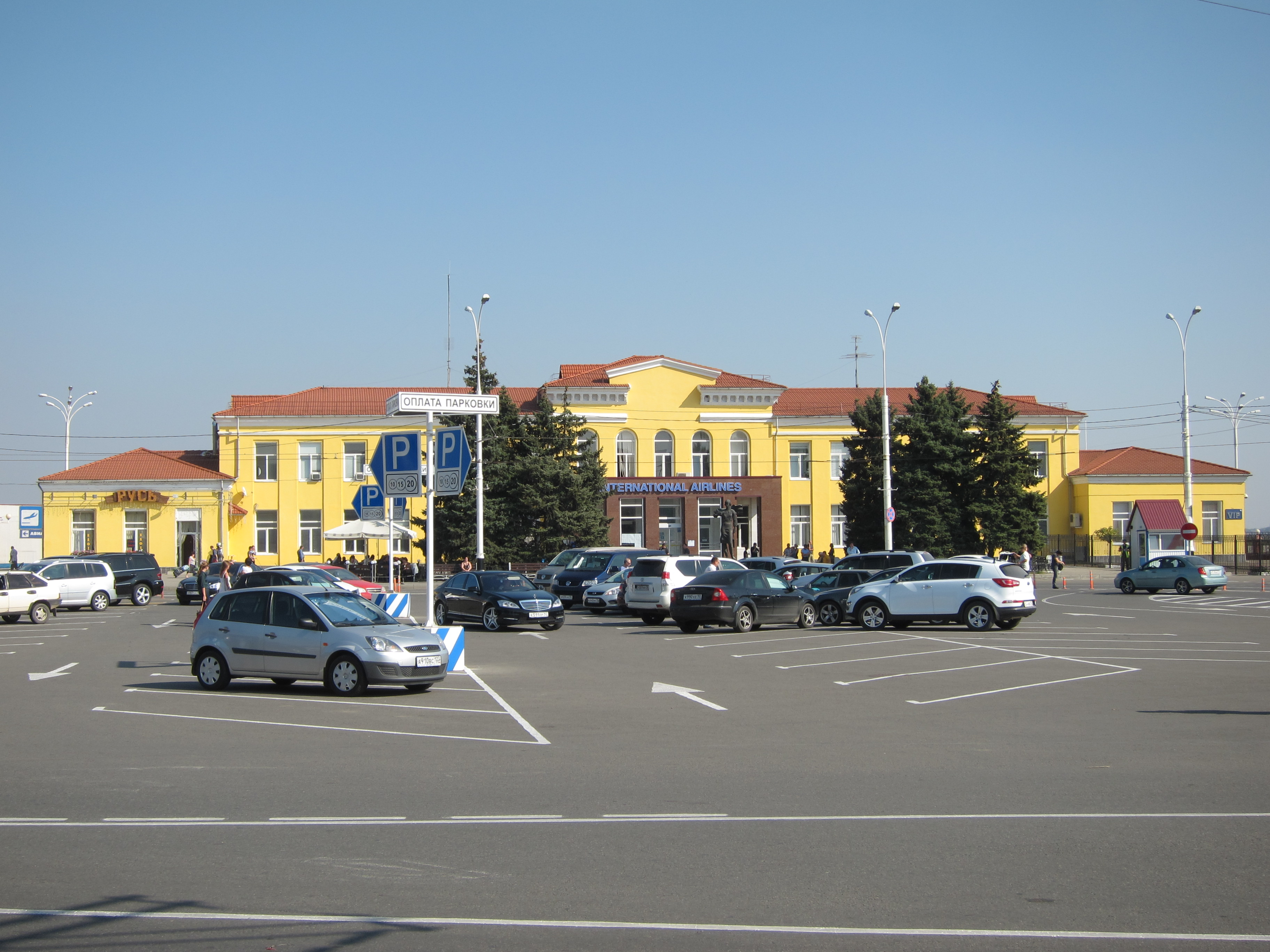
Terminal International

## Situation

### Carte des aéroports russes
| \| 50 km1:1 791 000 \| Koursk Abakan Anapa Pskov Arkhangelsk Astrakhan Barnaoul Belgorod Blagoveshchensk Bratsk Grozny Guelendjik Iakoutsk Iékaterinbourg Ijevsk Ioujno-Sakhalinsk Irkoutsk Kaliningrad Kazan Kemerovo Khabarovsk Khanty-Mansiïsk Krasnodar Krasnoïarsk Magadan Magnitogorsk Makhachkala Mineralnye Vody Mirny Moscou · SVO Moscou · DME Moscou-VKO Mourmansk Narian-Mar Nijnekamsk Nijnevartovsk Nijni Novgorod Noïabrsk Alykel Novokouznetsk Novossibirsk Novy Ourengoï Omsk Orenbourg Oufa Oulan-Oude Oulianovsk Perm Petropavlovsk-Kamtchatski Rostov · sur-le-Don Sabetta Saint-Pétersbourg Salekhard Samara Saratov Simferopol Sotchi Sourgout Stavropol Kyzyl Syktyvkar Tcheliabinsk Tchita Tioumen Tomsk Vladivostok Volgograd Voronej |
| 50 km1:1 791 000 |

## Statistiques
Pour des raisons techniques, il est temporairement impossible d'afficher le graphique qui aurait dû être présenté ici.

Voir la requête brute et les sources sur Wikidata.

## Compagnies aériennes et destinations
| Compagnies           | Destinations |
| -------------------- | --- |
| Aeroflot             | Moscou Chérémétiévo |
| Air Serbia           | Belgrade-Nikola-Tesla |
| Alrosa               | Moscou-Domodédovo, Krasnoïarsk-Iémélianovo, Novossibirsk-Tolmatchevo |
| Avia Traffic Company | Bichkek Manas |
| Azimuth              | Tcheliabinsk-Balandino, Kaliningrad-Khrabrovo,, Kaluga (Grabtsevo) (en), Makhatchkala, Moscou-Vnoukovo, Munich-F. J. Strauß, Nijnekamsk-Begichevo, Nijni Novgorod-Strigino,, Omsk, Perm, Saint-Pétersbourg-Poulkovo, Samara-Kouroumotch, Simféropol, Tioumen-Roshchino, Oufa, Volgograd (ex-Stalingrad), Erevan-Zvarnots |
| Belavia              | Minsk |
| Ellinair             | En saison : Thessalonique-Makedonía |
| flydubai             | Dubaï |
| FlyOne Armenia       | Erevan-Zvarnots |
| NordStar             | Norilsk-Alykel, Novossibirsk-Tolmatchevo |
| Nordwind Airlines    | Moscou Chérémétiévo En saison Charter : Antalya |
| Pegas Fly            | Moscou Chérémétiévo En saison Charter : Dubaï, Phuket |
| Pegasus Airlines     | Istanbul-S. Gökçen |
| Pobeda               | Istanbul-S. Gökçen, Moscou-Vnoukovo, Saint-Pétersbourg-Poulkovo, Iékaterinbourg-Koltsovo |
| Red Wings Airlines   | Moscou-Domodédovo, Saint-Pétersbourg-Poulkovo En saison Charter : Antalya |
| Rossiya              | Moscou Chérémétiévo, Saint-Pétersbourg-Poulkovo |
| RusLine              | Nadim (en), Syktyvkar (en), Tambov Donskoye (en) |
| S7 Airlines          | Moscou-Domodédovo, Novossibirsk-Tolmatchevo |
| SCAT Airlines        | Aktaou, Noursoultan |
| Somon Air            | Douchanbé |
| Smartavia            | En saison Charter : Antalya |
| Turkish Airlines     | Istanbul |
| Ural Airlines        | Douchanbé (suspendu), Larnaca, Moscou-Domodédovo, Novossibirsk-Tolmatchevo, Och, Tachkent, Tel Aviv - Ben Gourion, Iékaterinbourg-Koltsovo, Erevan-Zvarnots |
| Utair                | Astrakhan-Narimanovo, Khanty-Mansiïsk (en), Moscou-Vnoukovo, Nijnevartovsk (en), Sotchi-Adler, Saint-Pétersbourg-Poulkovo, Sourgout, Tioumen-Roshchino, Volgograd (ex-Stalingrad) |
| Uzbekistan Airways   | Tachkent |
| Yamal Airlines       | Moscou-Domodédovo En saison : Nadim (en), Novy Ourengoï, Noïabrsk (en) |

Édité le 10/02/2020

### Charters
| Compagnies     | Destinations                        |
| -------------- | ----------------------------------- |
| Air Europa     | Charter saisonnier: Barcelone       |
| UTair Aviation | Charter saisonnier: Charm el-Cheikh |